# Julien Fabri
Julien Fabri (Marsiglia, 5 febbraio 1994) è un calciatore francese, portiere del Bastia.

## Carriera
Cresciuto nel settore giovanile dell'Olympique Marsiglia, ha esordito con la seconda squadra del club francese il 26 agosto 2012 in occasione dell'incontro vinto 1-0 contro il Ajaccio 2.